# Gouvernorat de Monastir
Le gouvernorat de Monastir (arabe : ولاية المنستير), créé le 5 juin 1974, est l'un des 24 gouvernorats de la Tunisie. Il est situé dans l'est du pays et couvre une superficie de 1 024 km2, soit 0,6 % de la superficie du pays. Il abrite en 2024 une population de 599 769 habitants. Son chef-lieu est Monastir.

## Géographie
Le gouvernorat de Monastir fait partie de la région du Sahel. Limité par les gouvernorats de Sousse au nord, de Mahdia au sud, et par la mer Méditerranée, avec une côte qui s'étend sur 35 kilomètres, le gouvernorat de Monastir se trouve à deux heures de route et à moins d'une heure de vol de Tunis.
Administrativement, le gouvernorat est découpé en treize délégations, 31 municipalités et 79 imadas,.
| Délégation                                    | Population en 2024 (habitants) |
| --------------------------------------------- | ------------------------------ |
| Bekalta                                       | 19 091                         |
| Bembla                                        | 36 076                         |
| Beni Hassen                                   | 15 230                         |
| Jemmal                                        | 71 158                         |
| Ksar Hellal                                   | 55 505                         |
| Ksibet el-Médiouni                            | 41 075                         |
| Moknine                                       | 97 655                         |
| Monastir                                      | 110 084                        |
| Ouerdanine                                    | 22 690                         |
| Sahline                                       | 32 485                         |
| Sayada-Lamta-Bou Hajar                        | 26 939                         |
| Téboulba                                      | 41 049                         |
| Zéramdine                                     | 30 732                         |
| Sources : Institut national de la statistique |                                |

## Histoire

### Préhistoire
Plusieurs civilisations se sont succédé dans la région. Les fouilles archéologiques montrent l'existence de traces de la civilisation atérienne qui a couvert la fin du Paléolithique moyen et le début du Paléolithique supérieur. La civilisation des Haouanet succède à la civilisation atérienne vers 3000-2000 av. J.-C..

### Ruspina
Monastir serait peut-être l'antique Ruspina qui signifie « presqu'île ». Elle s'étendait sur plus de huit hectares sur un site stratégique à l'abri des incursions extérieures. Elle est connue pour avoir aidé le Carthaginois Hannibal Barca dans ses combats contre les Romains au IIIe siècle av. J.-C.
Pendant la période romaine, Ruspina a un statut de ville libre. C'est la première ville africaine à s'être alliée à Jules César, ce qui lui permet de s'y réfugier avec son armée en 46 av. J.-C. et de mener sa première bataille contre les Pompéiens. Cette alliance permet à la ville de prospérer et d'avoir un rang élevé.

### Ère arabo-musulmane
L'histoire musulmane de Monastir est étroitement liée à l'édification des ribats, mosquées et autres mausolées. Ce qui confère à la région un aspect spirituel et intellectuel dont la renommée dépasse les frontières de l'Occident musulman. La ville est la première ville arabo-musulmane construite en Ifriqiya et sert à la défense de Kairouan.

## Politique

### Gouverneurs

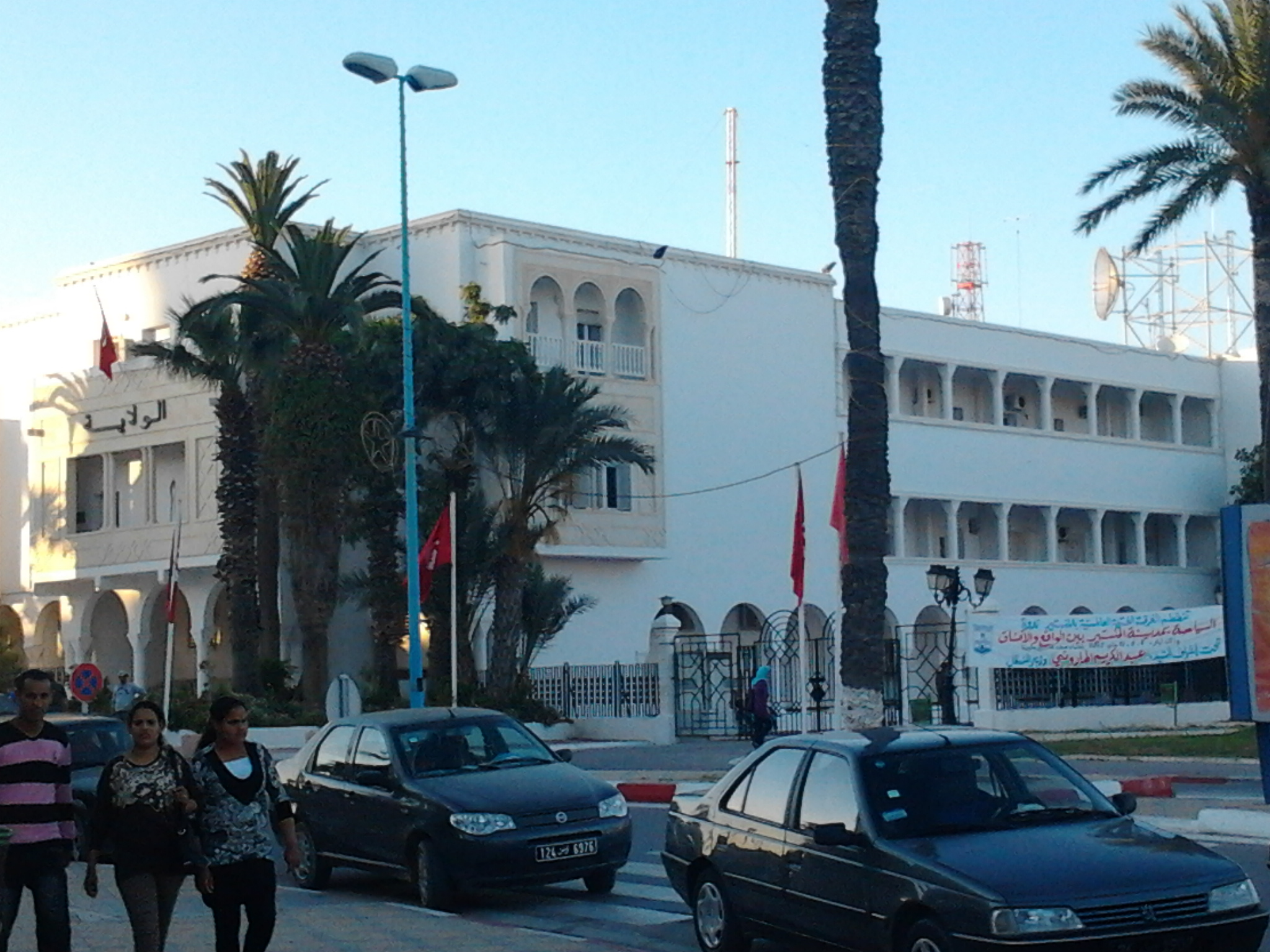
Siège du gouvernorat.

Voici la liste des gouverneurs de Monastir depuis la création du gouvernorat :
- Hédi Attia (9 mars 1974-5 mars 1977)
- Mansour Skhiri (5 mars 1977-20 septembre 1985)
- Mohamed Ben Nasr (20 septembre 1985-3 février 1988)
- Abdelaziz Chaâbane (3 février 1988-25 juillet 1995)
- Mohamed Ben Nasr (25 juillet 1995-11 septembre 1996)
- Mohamed Lahbib Brahem (11 septembre 1996-25 juillet 2000)
- Mondher Friji (25 juillet 2000-4 août 2005)
- Khelifa Jebeniani (4 août 2005-2 février 2011)
- Hichem Fourati (2 février 2011-24 mars 2012)
- Habib Sethom (24 mars 2012-28 février 2014)
- Taïeb Nefzi (28 février 2014[4]-22 août 2015)
- Adel Khabthani (22 août 2015[5]-29 octobre 2017)
- Akrem Sebri (29 octobre 2017[6]-5 août 2021)
- Mondher Ben Sik Ali (6 juin 2022[7]-13 mars 2024[8])
- Issa Moussa (depuis le 8 septembre 2024[9])

### Maires
Voici la liste des maires des 31 municipalités du gouvernorat de Monastir dont les conseils municipaux ont été élus le 6 mai 2018 et présidés par les maires suivants :
- Amiret El Fhoul : Jamel Soussi[10]
- Amiret Hajjaj : Abdelmajid Mathlouthi[11]
- Amiret Touazra : Mongi Ben Jebril[12]
- Bekalta : Mohamed Briki[10]
- Bembla-El Manara : Lassaad Mbarak[12]
- Beni Hassen : Abdelaziz Bniza[13]
- Bennane-Bodheur : Bilel Aribi[14]
- Bouhjar : Abdelwaheb Mhamdi[15]
- Cherahil : Khelifa Ben Nasr[16]
- El Ghnada : Noureddine Achek
- El Masdour-Menzel Harb : Mohamed Tajouri[17]
- Jemmal : Habib Mili[18]
- Khniss : Ridha Aguir[19]
- Ksar Hellal : Lazhar Gabsi[11]
- Ksibet el-Médiouni : Mohamed Ridha Haj Salem[11]
- Lamta : Adel Snoussi[20]
- Menzel Ennour : Sami Haj Amor[21]
- Menzel Fersi : Hassen Mabrouk[17]
- Menzel Hayet : Seifallah Rached[11]
- Menzel Kamel : Leila Ben Nejma[15]
- Moknine : Mongi Cherif[22]
- Monastir : Mondher Marzouk[13]
- Ouerdanine : Omar Mansour[13]
- Sayada : Jacim M'henni[réf. nécessaire]
- Sahline Moôtmar : Asma Sghaier
- Sidi Ameur-Mesjed-Aïssa : Sonia Ghali[14]
- Sidi Bennour : Hatem Bouguerra[20]
- Téboulba : Riadh Nouira
- Touza : Foued Ferjani
- Zaouiet Kontoch : Radhia Belhaj Salah[11]
- Zéramdine : Amor Ben Amor

## Économie
L'économie du gouvernorat du Monastir repose essentiellement sur l'agriculture (notamment l'oléiculture). 86 % des terres sont réservées à l'agriculture.
Néanmoins, c'est l'industrie qui emploie le plus de personnes. Le gouvernorat compte environ 1 200 entreprises industrielles qui travaillent majoritairement dans le domaine du textile et dont la production est tournée essentiellement vers les pays de l'Union européenne. Ces manufactures sont implantées essentiellement aux alentours de Ksar Hellal et Bembla ; ces villes couvrent 83 % des emplois industriels de la région. 

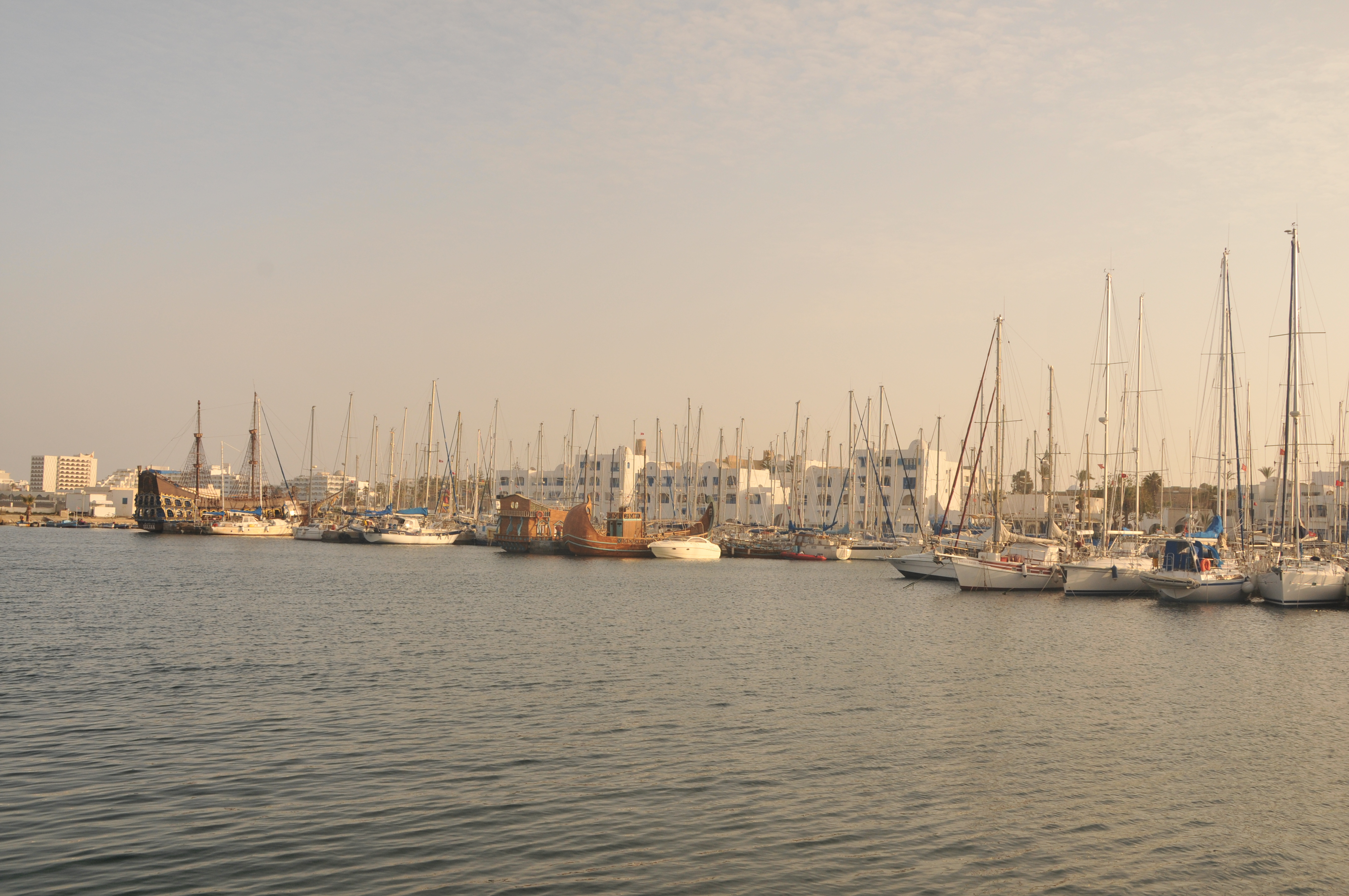
Port de plaisance de Monastir.

Parmi les autres secteurs de l'économie, on peut citer la pêche avec les ports de pêche de Monastir, Ksibet el-Médiouni, Sayada, Téboulba et Bekalta.
Après des études expérimentales menées sur l'aquaculture dans la région, des cages d'élevage de daurades et de loups de mer sont installées dans la lagune de Monastir (une vingtaine de cages d'une capacité totale de 900 tonnes) et au large de Téboulba (treize sites aquacoles).
Le secteur touristique de Monastir offre une capacité de 25 449 lits pour 53 unités hôtelières, soit 12 % de la capacité nationale, et génère 9 000 emplois directs. La région se distingue par son infrastructure moderne qui comprend deux parcours de golf, un hippodrome, un terrain de pétanque, des terrains de tennis, des centres de plongée et un port de plaisance doté de 400 anneaux.
La région a également une infrastructure de transport moderne avec un aéroport international, une gare, un métro desservant les gouvernorats de Monastir, Sousse et Mahdia, un important parc de bus, taxis et louages.

## Musées
Logé dans le ribat de Monastir fondé vers 796 par Harthimâ Ibn A’yûn, le musée des arts islamiques abrite depuis le 5 août 1958 des manuscrits, des objets en céramique, des miniatures, des œuvres de verrerie (en particulier des fioles de parfum) et des pièces de monnaie de différentes époques. Il abrite notamment un astrolabe de Cordoue fabriqué en 927.
Le musée des habits traditionnels comprend une riche collection d'habits traditionnels provenant des différentes régions du pays. Les limites chronologiques de la collection se situent essentiellement entre le XIXe siècle et le début du XXe siècle. Le musée archéologique de Lamta abrite des pièces archéologiques relatives à l'histoire punique et romaine de la ville de Lamta.

## Sport
- Sporting Club de Moknine
- Union sportive monastirienne
- Union sportive sayadie (handball)

## Jumelage
Le gouvernorat de Monastir est jumelé avec la région Auvergne-Rhône-Alpes (France).